# شهرستان تلاس، قزاقستان
شهرستان تلاس (به قزاقی: Талас ауданы، تالاس اۋدانى) یک سکونتگاه مسکونی در قزاقستان است که در استان جامبیل واقع شده‌است.

## خصوصیات
شهرستان تلاس  ۵۲٬۰۹۰ نفر جمعیت دارد.